# Jüdischer Friedhof (Barnstorf)

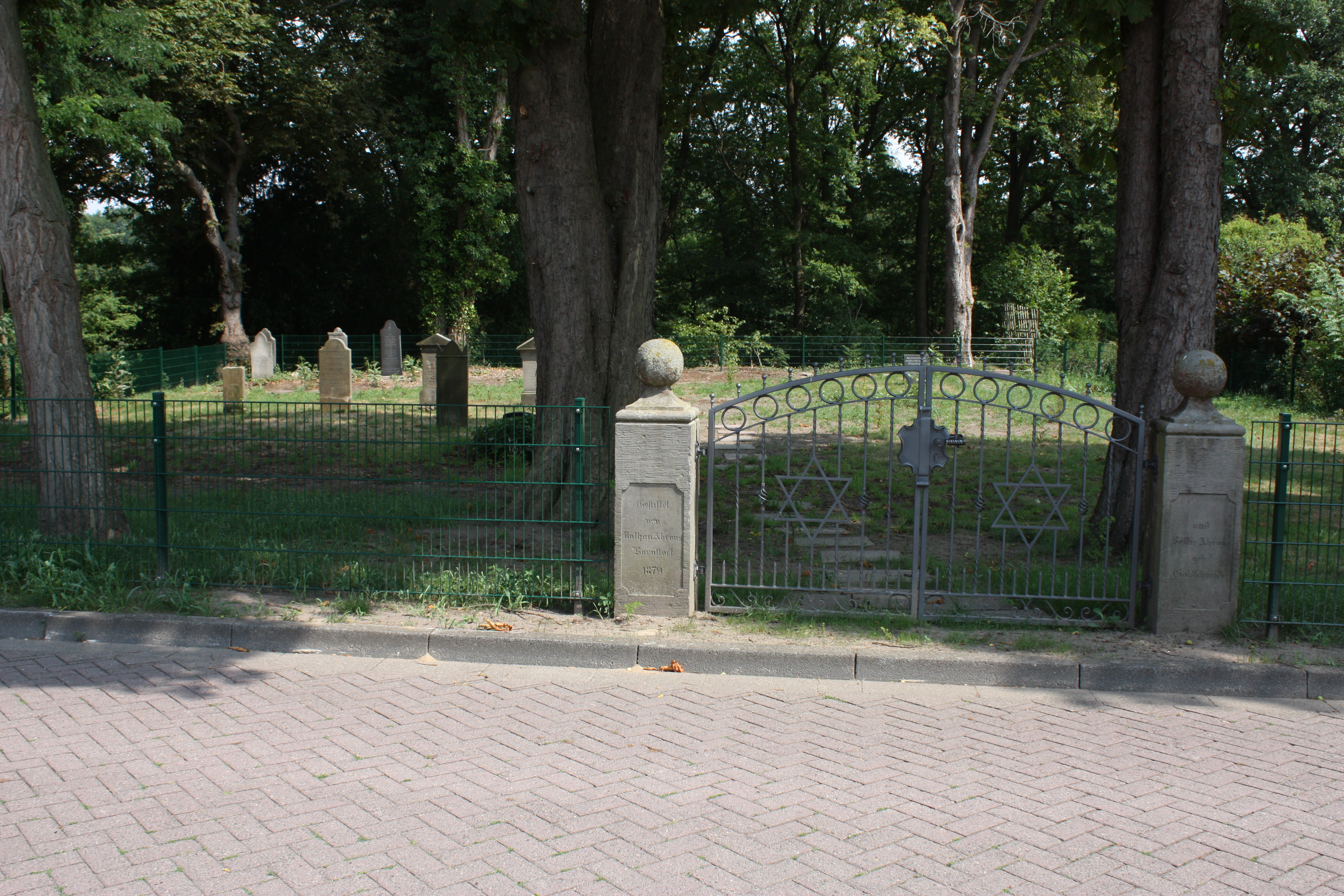
Eingangstor

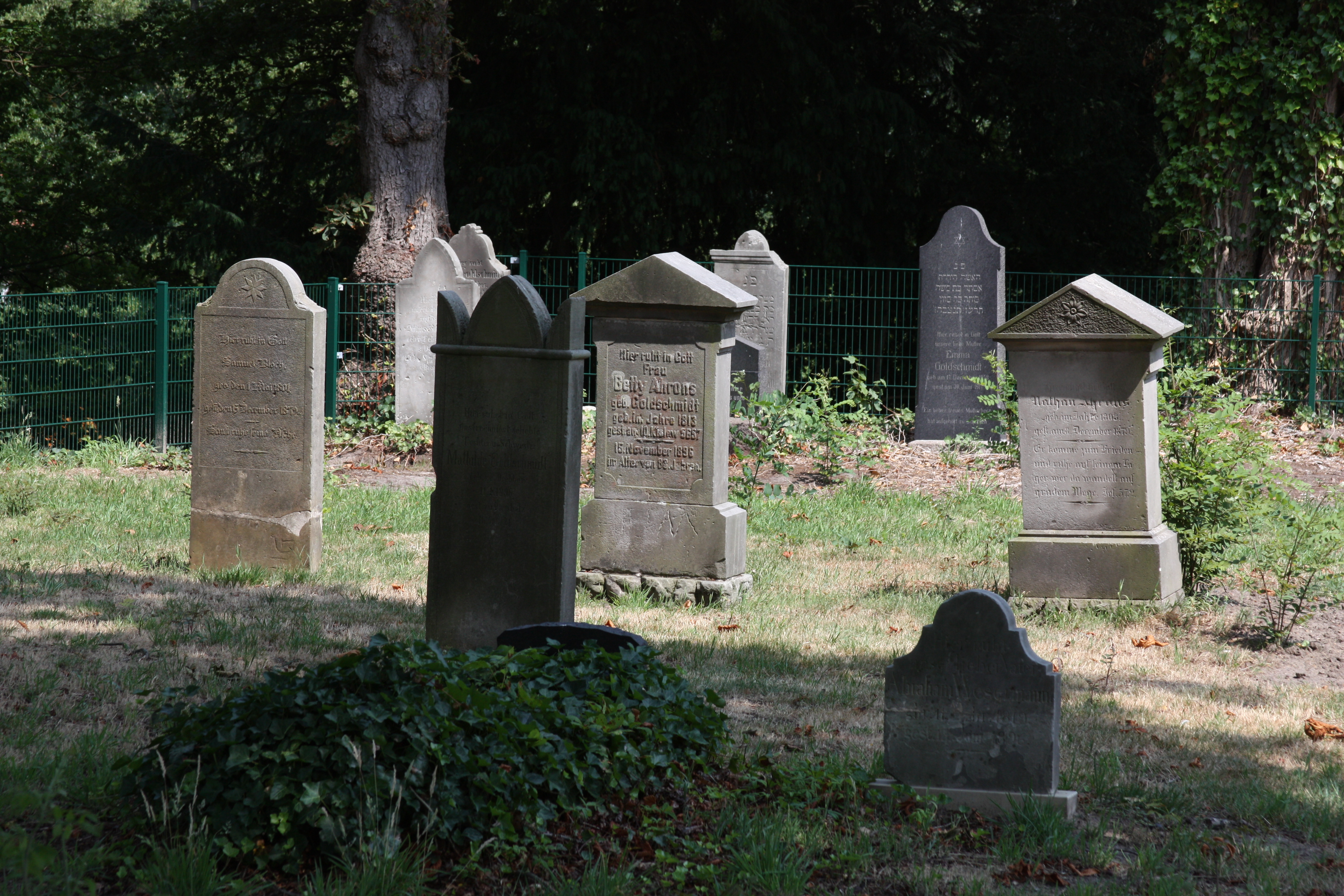
Jüdischer Friedhof in Barnstorf

Der Jüdische Friedhof Barnstorf an der Straße Am Rosengarten ist ein gut erhaltener jüdischer Friedhof in Barnstorf (Landkreis Diepholz, Niedersachsen). Er ist ein geschütztes Kulturdenkmal.

## Geschichte und Beschreibung
Erstmals urkundlich erwähnt wurde der Friedhof 1801 und 1879/80 erweitert und eingefriedet. Bei Bauarbeiten an einem Haus wurde 1999 ein jüdischer Grabstein gefunden und auf den Friedhof gebracht.

In der Nacht vom 23. zum 24. Januar 1932 wurden auf dem jüdischen Friedhof zwei Grabmäler geschändet. Die Täter wurden nicht ermittelt.
12 erhaltene Grabsteine erinnern an jüdische Verstorbene von 1876 bis 1936.

Außerdem befindet sich ein Gedenkstein für zehn während des Zweiten Weltkrieges beerdigte sowjetische Kriegsgefangene auf dem Friedhof.